# Jacek Kowalik
Jacek Jakub Kowalik (ur. 24 lipca 1961 w Swornegaciach) – polski polityk, nauczyciel, poseł na Sejm IV i VI kadencji Sejmu.

## Życiorys
Ukończył w 1984 studia na Wydziale Planowania i Zarządzania Akademii Ekonomicznej w Poznaniu. Od 1984 do 1987 przewodniczył zarządowi miejskiemu Związku Socjalistycznej Młodzieży Polskiej. Zasiadał również w prezydium zarządu wojewódzkiego ZSMP. Od 1984 do rozwiązania należał do Polskiej Zjednoczonej Partii Robotniczej, był instruktorem w Komitecie Miejskim PZPR. W latach 1984–1998 pracował jako nauczyciel w Zespole Szkół Centrum Kształcenia Rolniczego w Chojnicach. Od 1998 do 2001 pełnił funkcję radnego powiatu chojnickiego i zastępcy burmistrza Chojnic.
W latach 2001–2005 sprawował mandat posła na Sejm IV kadencji z okręgu gdyńsko-słupskiego, wybranego z listy Sojuszu Lewicy Demokratycznej. Pracował w Komisji Finansów Publicznych. W 2005 i 2007 bez powodzenia kandydował ponownie do Sejmu, a w 2006 bezskutecznie ubiegał się o mandat radnego powiatu chojnickiego. Został zatrudniony jako nauczyciel w Zespole Szkół Kształcenia Ponadgimnazjalnego w Chojnicach. 19 maja 2010 objął mandat posła VI kadencji w miejsce Izabeli Jarugi-Nowackiej, która zginęła w katastrofie polskiego Tu-154 w Smoleńsku. W wyborach w 2011 kolejny raz nie uzyskał reelekcji. W 2014, 2018 i 2024 ponownie startował do rady powiatu chojnickiego.